# 宇宙飛行士

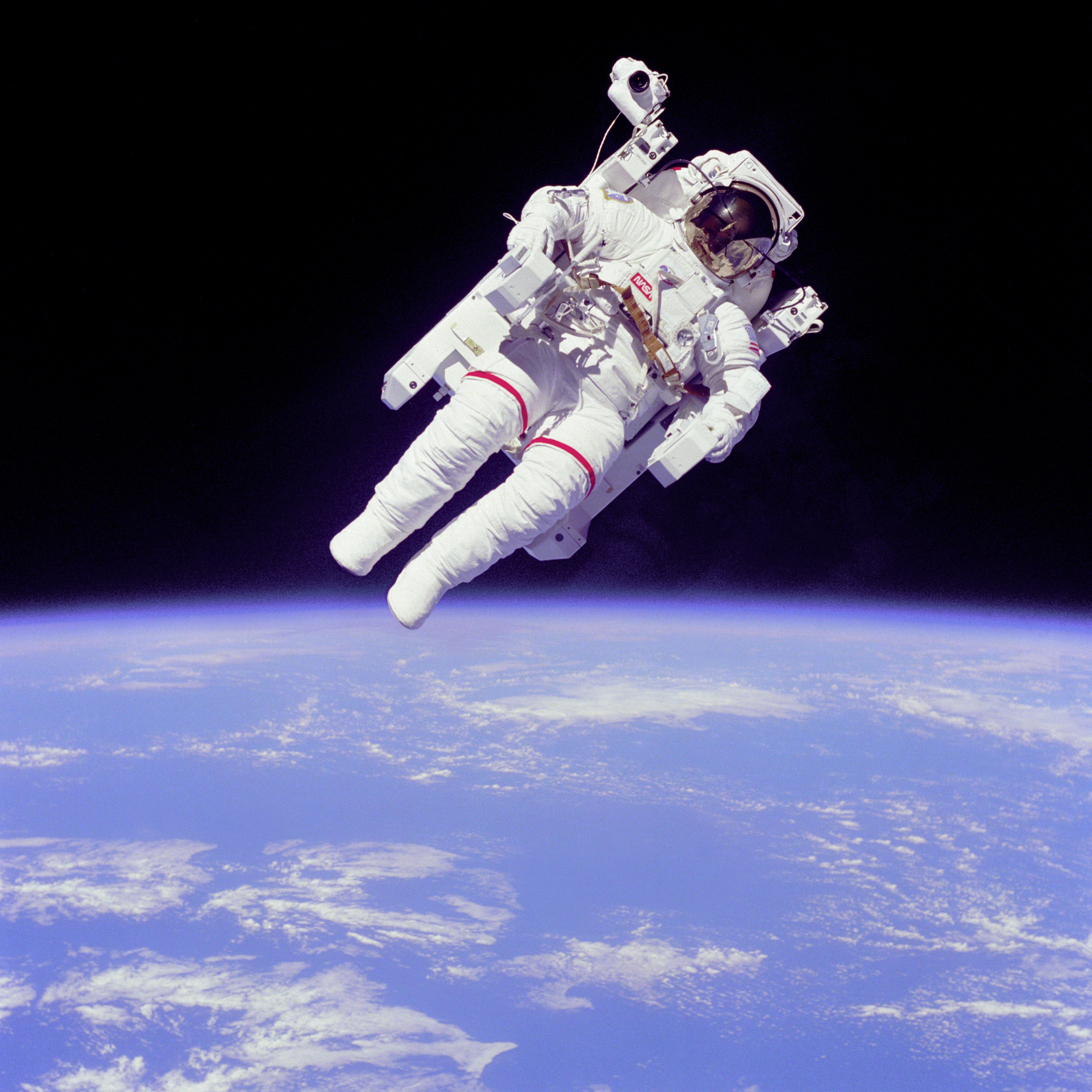
1984年、スペースシャトル・チャレンジャー号によるSTS-41-Bミッションで人類初の命綱なしの船外活動を行なったブルース・マッカンドレス飛行士。有人操縦ユニット (MMU) を使用して宇宙遊泳を行なっている。

宇宙飛行士（うちゅうひこうし）とは、地球の大気圏外において、宇宙船の操縦や科学実験などの業務を行う人員。
観光目的の宇宙飛行関係者とは区別される。
職業としては極限の環境における任務を行うため、極めて高度な知能と広範な知識、身体能力、言語能力とコミュニケーションスキル、冷静な判断力やストレス耐性などが要求され、全職業中で最も難易度が高いとされる。

## 定義

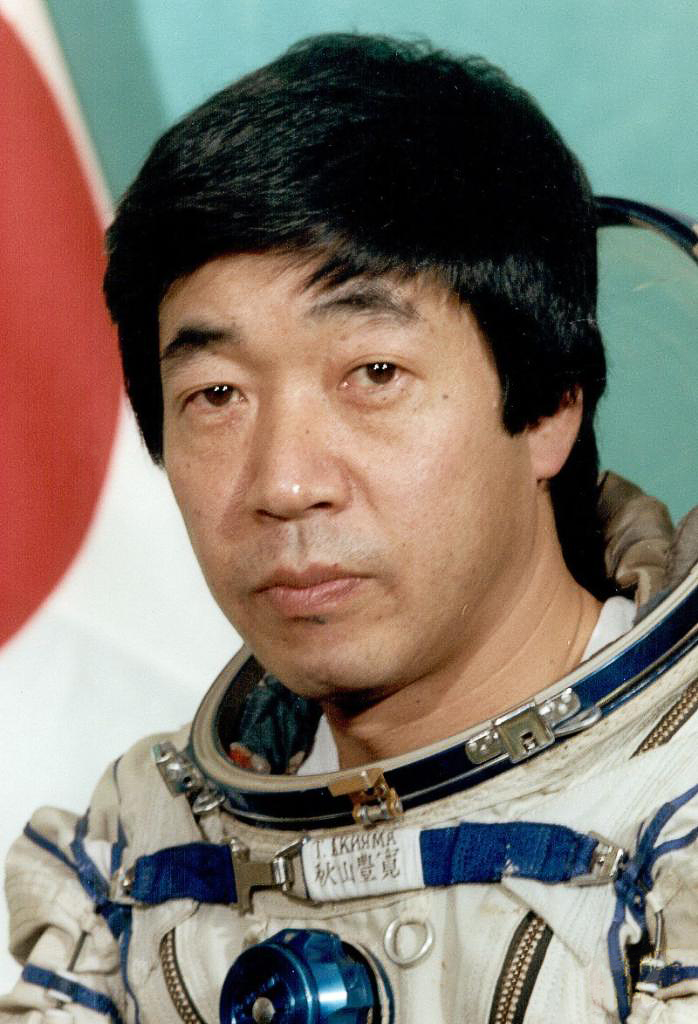
秋山豊寛（1990年）

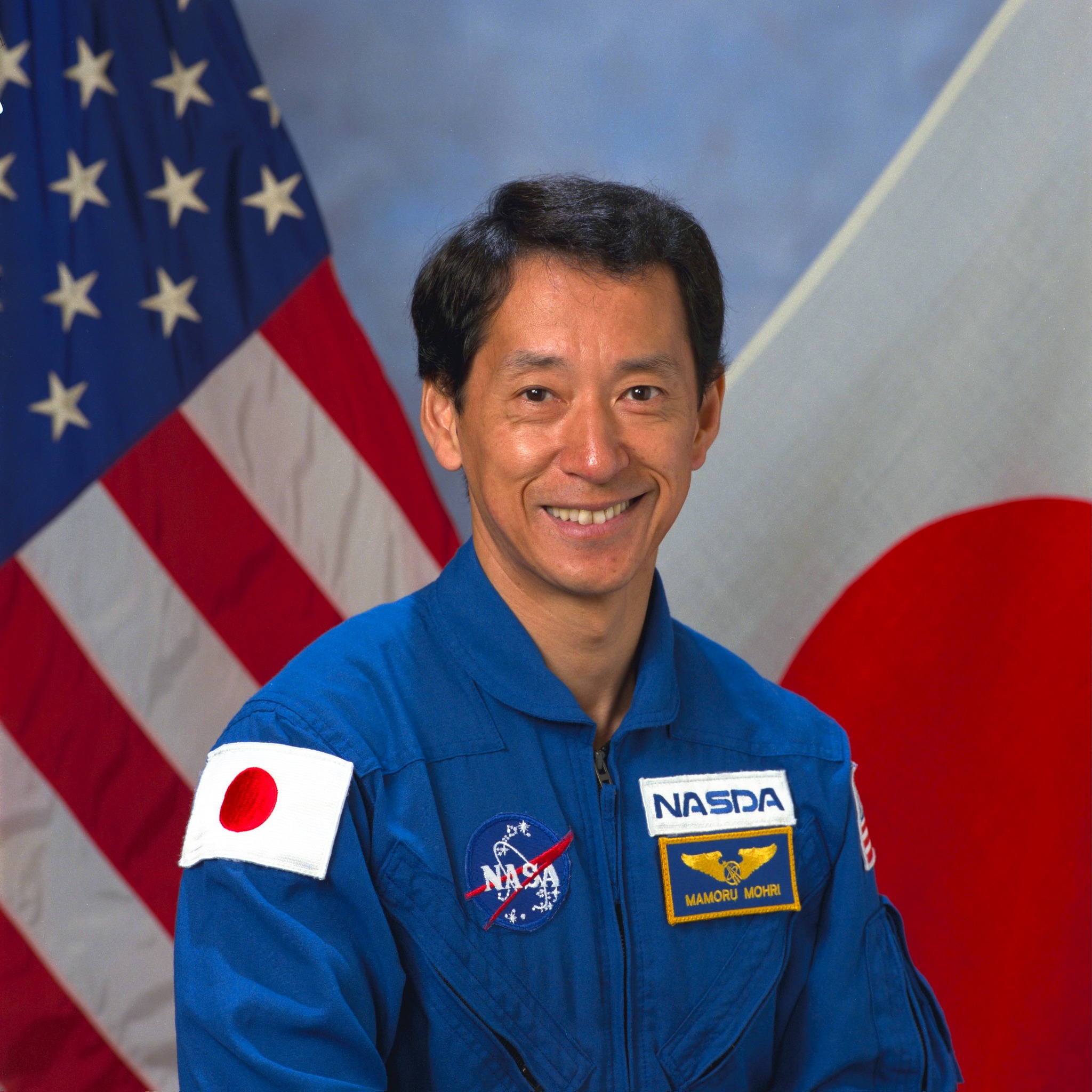
NASAでの毛利衛（2000年）

アメリカ軍の宇宙飛行士記章 (Astronaut Badge)

ロシアで宇宙飛行士訓練をした宇宙飛行士をコスモノート（露: космонавт カスマナーフト kosmonavt）、アメリカ合衆国で訓練をした者をアストロノート（英: astronaut）、中国で訓練をした者をタイコノート（宇航員、太空人）という。そのため、アメリカ人であっても、アストロノートとコスモノートがいる。ちなみに、アメリカ人初のコスモノートは、ソユーズTM-11に搭乗したノーマン・サガード宇宙飛行士である。日本人初のコスモノートは秋山豊寛、日本人初のアストロノートは毛利衛である。
ロシアやアメリカではそれぞれ、宇宙飛行士の資格を設けているが、宇宙飛行士であるかどうか世界に共通するような厳密な規定や定義はない。今のところ（2011年において）は「1度でも宇宙に行った人」が宇宙飛行士であるとしているようであるが、何が宇宙飛行であるかの判断には幅がある。たとえばロシアは衛星ミサイル・衛星爆弾は軌道を一周しなければ宇宙法に抵触しないとの立場を採っているが、有人飛行については弾道飛行も宇宙飛行であるとしている。
日本人に関しての報道では、かつての宇宙開発事業団や、同事業団が東京大学宇宙科学研究所・科学技術庁航空宇宙技術研究所と統合したJAXA（宇宙航空研究開発機構）所属の飛行士を「宇宙飛行士」と主に指す。またロシアのソユーズロケットに搭乗し日本人初の宇宙飛行を果たしたTBSテレビの記者秋山豊寛、また、その補欠であった菊地涼子の両飛行士は旧ソ連宇宙飛行士資格を取得しているため、現在もソユーズ宇宙船に乗る資格がある。
国際航空連盟ではカーマン・ラインと呼ばれる海抜高度100km以上、アメリカ軍では50海里（50ノーティカルマイル、92.6km）、アメリカ連邦航空局では80km以上の高空を宇宙空間と定義する。アメリカ軍では定義以上の高度を飛行した機体の全搭乗員（機長・操縦士に限らず航法士などでもよい、全ての当該機乗組員）に宇宙飛行士記章 (Astronaut Badge) を授与している。
初期の宇宙飛行では無事に帰ってくることが最優先され、過酷な打ち上げに耐える体力と不測の事態への対処能力が重視された事から、主に軍の戦闘機パイロットやテストパイロットから選抜されていた。近年では科学研究が主体になり、研究者が訓練を受けて宇宙飛行士になるケースが多いが、船長や操縦士としてパイロットが選抜されている。またロボットアームの操作にはパイロットとしてのセンスが役に立つとされる。
なお過去に何十人もの宇宙飛行士が飛行任務中の事故で殉職しているが、多くは打ち上げ時か大気圏再突入時の事故によるもので、厳密に宇宙空間で死亡した人間はソユーズ11号の空気漏れ事故で窒息死した3人の搭乗員のみである。

ギャラリー
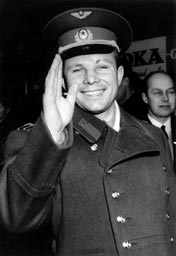
ユーリイ・ガガーリン
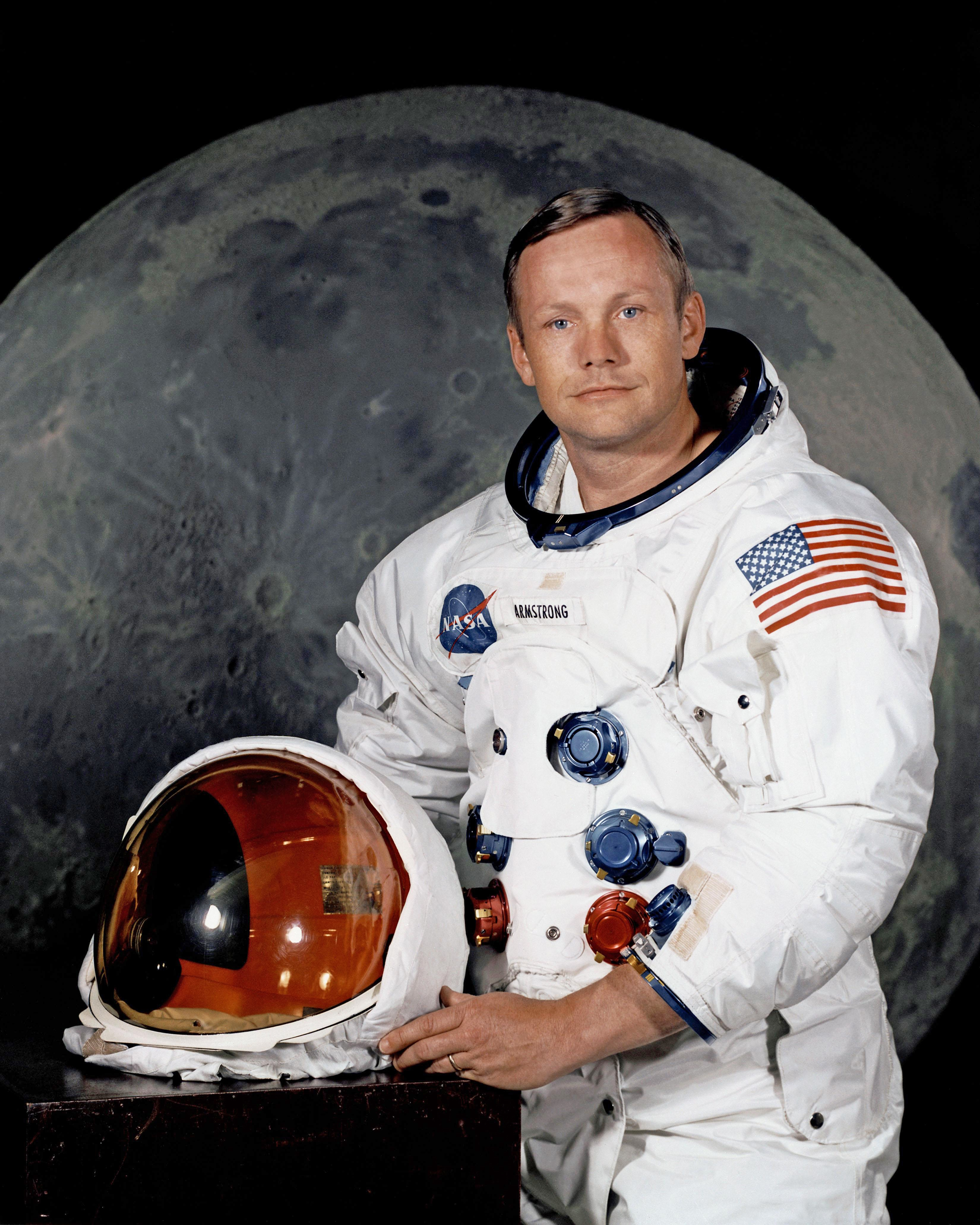
アポロ計画でのニール・アームストロング
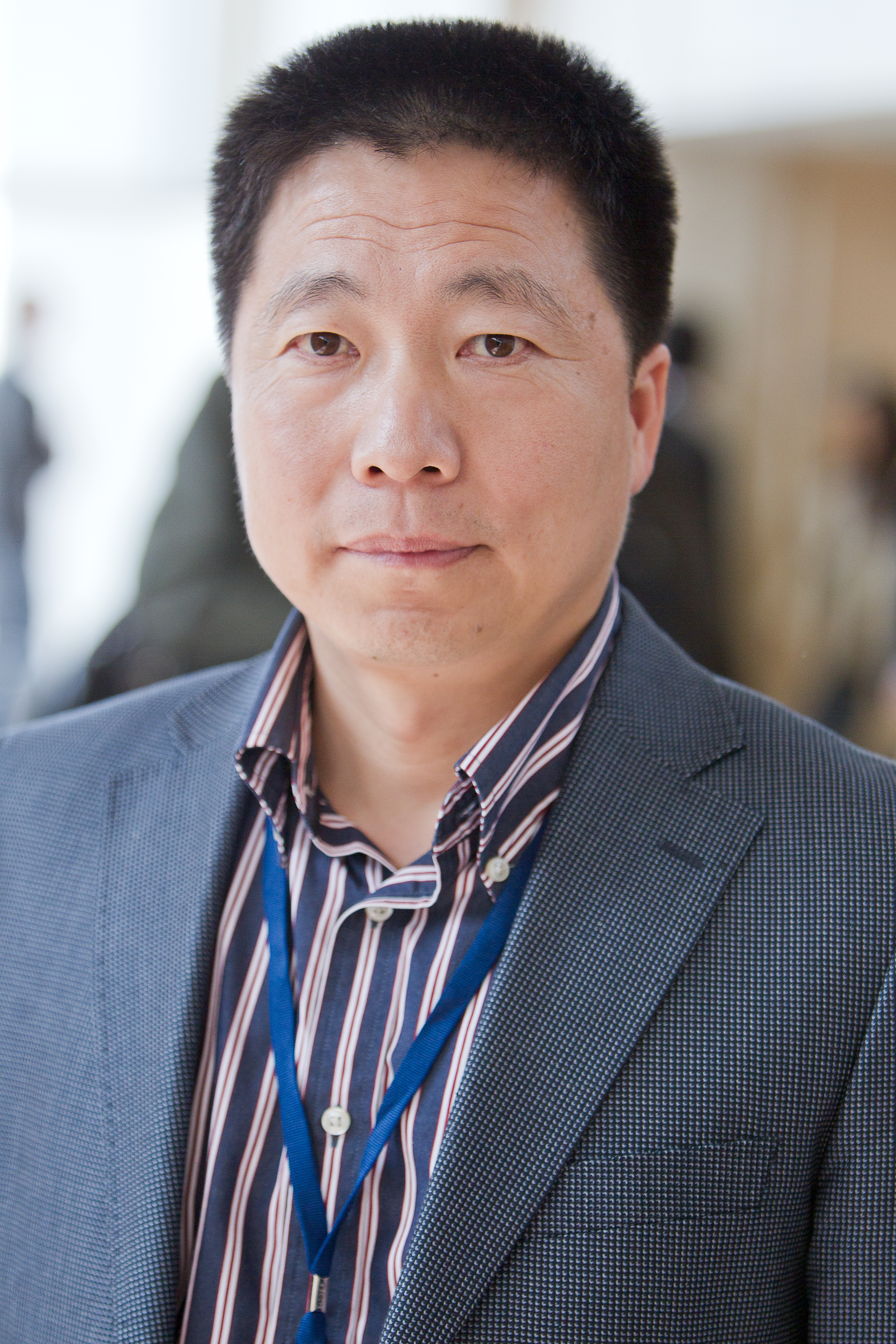
楊利偉

## 米国での区分
最近のスペースシャトルなどの運用にあたっては、下記の4つに業務が分かれている。
- 船長（Commander (CDR)、コマンダー）
- 操縦手（Pilot (PLT)、パイロット）（船長は操縦手より選出される）
- 搭乗運用技術者（Mission Specialist (MS)、ミッションスペシャリスト）
- 搭乗科学技術者（Payload Specialist (PS)、ペイロードスペシャリスト）

昨今、行われるようになった宇宙旅行などで運用に関係のない搭乗者にも呼称が与えられている。
- 宇宙飛行関係者（Spaceflight participant、商用の宇宙旅行者、教師など）

## 精神衛生
精神医学を専門とするカリフォルニア大学サンフランシスコ校のニック・カナス教授は、ニューヨーク・タイムズ紙（2007年2月7日付）で、以下のようなことを指摘した。
燃え尽き症候群の例としては、アポロ11号で人類として初めて月に到達したバズ・オルドリンは地球帰還後に鬱病を患ったことが挙げられる。
また、感情や人間関係の問題に必ずしも上手に対処できるわけではない例としては、リサ・ノワックの事例がある。

## 無重力の影響

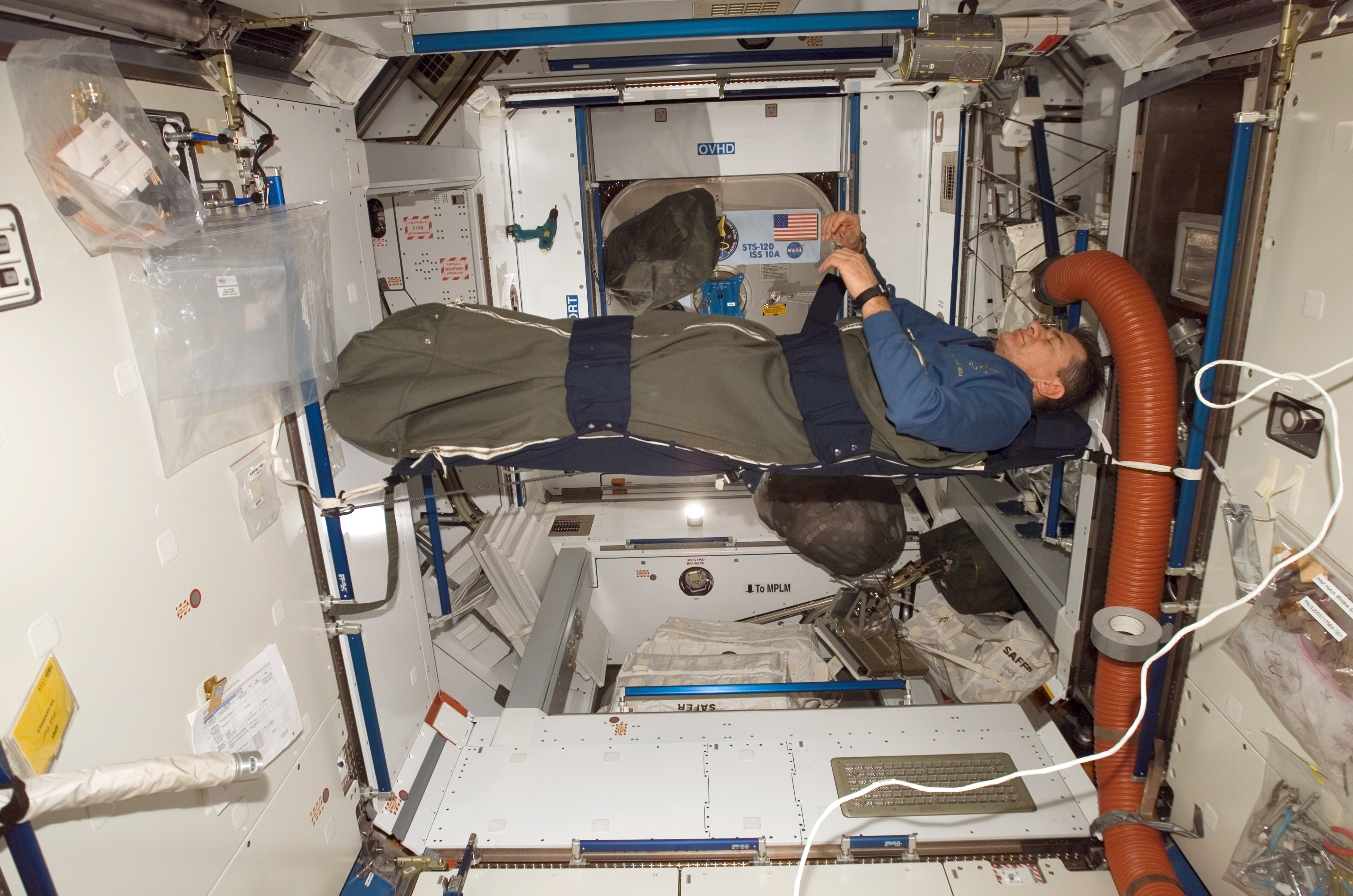
宇宙空間での睡眠。

宇宙飛行士は重力の影響を受けない環境に長期間さらされるため、任務を続ける間、身体にさまざまな変化が現われてくる。多くの場合、それは地上へ帰還した際に不都合を招くものとなる。
- 宇宙空間での睡眠不足の影響（英語版）

## 宇宙線の影響

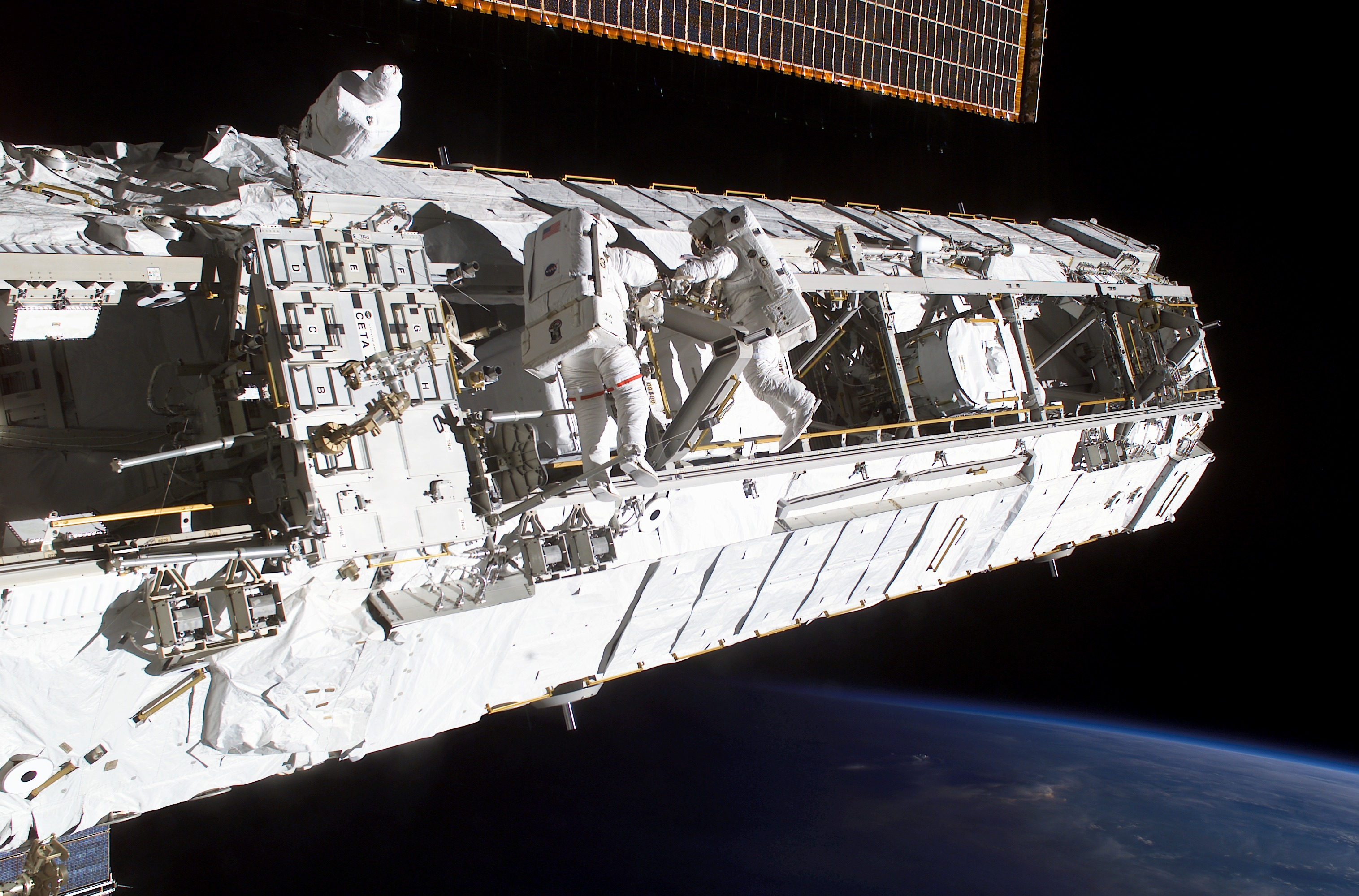
トラスと船外活動中の宇宙飛行士

宇宙空間では、宇宙線により健康上極めて重大な障害を受ける可能性がある。また、その観点から各種防護対策が必要である。

## スカウト・身分

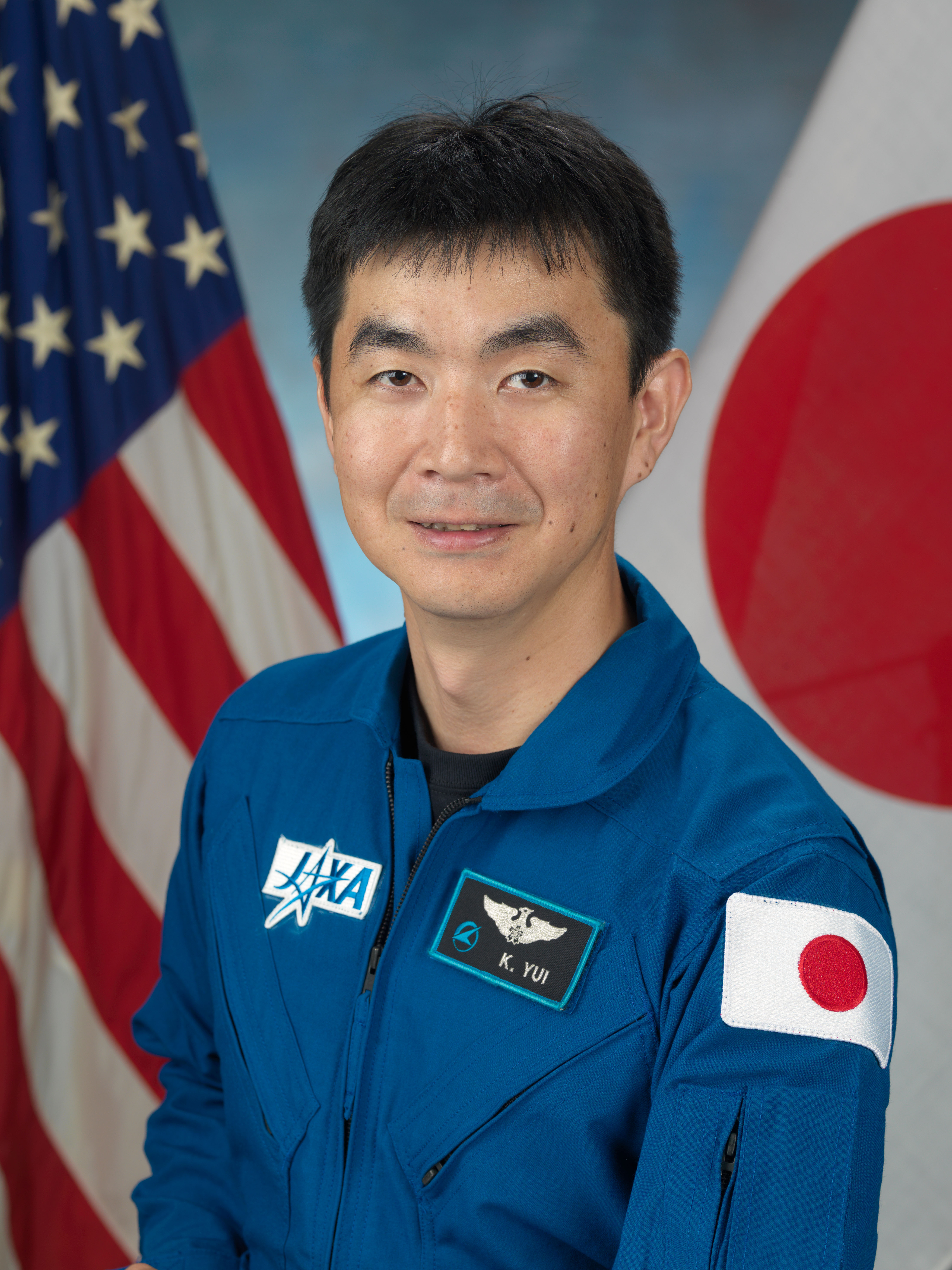
元航空自衛官の油井亀美也

アメリカやロシアの場合宇宙飛行士の初期において多くは空軍、海軍のテスト・パイロットから選抜された。彼らは軍に籍を置いたまま出向の形でNASAに所属する。NASA職員も国家公務員であるため軍を退職する必要はなく、任務が終了したり適性を失ったりすると軍に復帰するか、操縦士であれば操縦訓練の教官やNASAが運用する航空機の操縦士として働くのが一般である。彼らは宇宙飛行士としては元の軍の階級で呼称される。
採用試験では国際基準に基づいた医学検査が行われるが、各国の申し合わせにより詳細は非公開としている。ただしNASAでは職員が利用する内部医局でアドバイスを行っているという。
現代では自然科学系の大学を卒業し、一定期間の実務経験を有する技術者・科学者・医師から、チームワークやリーダーシップの実績、コミュニケーション能力など「ライトスタッフ」と呼ばれる資質を有する者を選抜している。NASAでは応募者が増えすぎたことや結果的に選ばれているためとして、2020年から修士号が必須となった。また応募する者の傾向としては、南極観測隊や自然環境での救助活動の経験者、自家用操縦士を有する者が多いという。なお現在のNASAではT-38での訓練を実施している都合上、操縦士を欲している。
JAXAが2021年に募集した要項は、日本国籍、身長149.5～190.5cm、矯正視力1.0以上、3年以上の社会人に相当する実務経験、学歴不問としている。資質としては協調性やリーダーシップのほか、社会への発信力など広報能力も重視される。学歴不問であり修士号や博士号は実務経験としてカウントされるが、筆記試験は大学教養レベルや国家公務員の採用試験レベルとされる。ただし視力については以前と同じ基準で審査しているという予測もあり、試験後に補足を発表した。2008年までは、自然科学系の学士号、実務経験は自然科学系に限定されていた。
日本では自衛官がJAXAの宇宙飛行士選抜試験を受けることは可能ではあるが、合格した場合にはJAXAの職員となるため、自衛隊を退職しなければならない。JAXA職員は公務員でないため、自衛隊との兼業はできない。2015年までに油井亀美也と金井宣茂が宇宙飛行士に選ばれ退職している。両名ともJAXAに在籍したままであるが、自衛隊に復帰できるのかは不明。
JAXAの職員や海上保安官も要件を満たせば受験は可能で、2008年の試験ではJAXAの地上管制官と海上保安庁のパイロットが最終選考まで残った（ドキュメント宇宙飛行士選抜試験）。
NASAでは定年や異動による自然減に対応するため常時12名前後の現役として待機させており、これに合わせアメリカ政府職員の求人サイト（USAjob.gov）を通じて、求人を行っている。また軍のパイロットからの選抜も別途行われている。2020年の募集では1万2040人の応募があった。

## 宇宙飛行士の階級、年収
宇宙飛行士の平均年収は、各国の宇宙開発機構によって大きく異なるが、概ね下記のような金額である。
- JAXA(日本) - 800万円～1000万円
- NASA(アメリカ) - 米連邦政府人事管理局（英語版）によって、毎年基本額が決められている。NASAの情報では、「連邦政府の一般給与表のGS-12からGS-13に基づく」とされている（2018年度のGS-12のステップ1は6万3600ドル。その後の働き方次第で昇給する。）[13]。
- CNSA(中国) - 3000万円
- ロスコスモス(ロシア) - 1500万円